# Фонтанелла
Фонтанелла (італ. Fontanella) — муніципалітет в Італії, у регіоні Ломбардія,  провінція Бергамо.
Фонтанелла розташована на відстані близько 460 км на північний захід від Рима, 50 км на схід від Мілана, 28 км на південь від Бергамо.
Населення — 4548 осіб (2014).

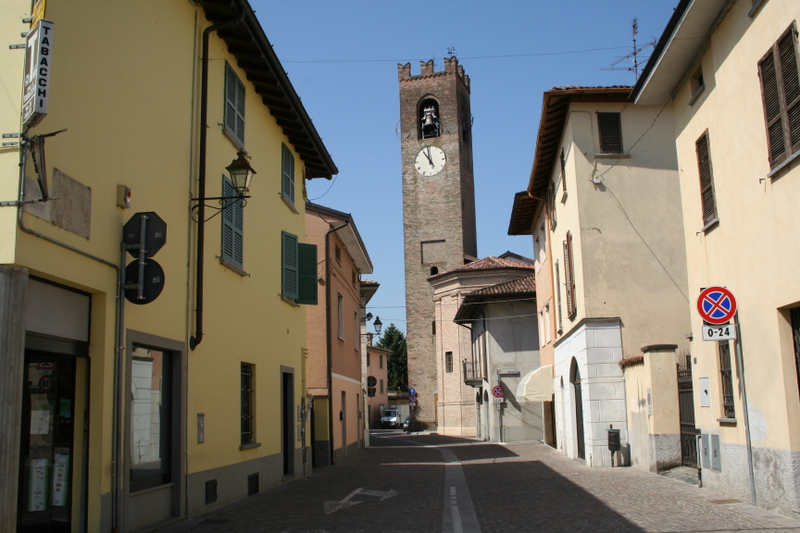

Щорічний фестиваль відбувається 13 серпня. Покровитель — San Cassiano.

## Демографія
Населення за роками:

Станом на 1 січня 2023 року в муніципалітеті офіційно проживали 1043 іноземці з 30 країн, серед них 170 громадян країн Євросоюзу та 22 громадяни України.

## Сусідні муніципалітети
- Антеньяте
- Барбата
- Кальчо
- Казалетто-ді-Сопра
- Пумененго
- Сончино
- Торре-Паллавічина